# Compagnie générale industrielle de transports
La Compagnie générale industrielle de transports (CGIT), est une ancienne entreprise de transports en commun de Lille.

## Histoire
Elle est créée en 1933 comme filiale de la compagnie des Tramways électriques de Lille et sa banlieue (TELB), chargée de l'exploitation des premières lignes d'autobus à Lille. 
Au 1er janvier 1956, elle reprend l'exploitation du tramway de Lille en parallèle des autobus, les TELB ayant renoncé à son exploitation et va l'exploiter jusqu'à la suppression, le 29 janvier 1966. 
Elle continue l'exploitation du réseau d'autobus de Lille jusqu'en 1982, Transexel ayant racheté la compagnie en 1977 ainsi que la société nouvelle de l'Électrique Lille Roubaix Tourcoing (SNELRT), celle-ci provoque la fusion des deux compagnies sous le nom de Compagnie des transports lillois (COTRALI) et en reprend l'exploitation.

## Sources

#### Monographies
- Claude Gay (préf. Alain Decaux), Au fil des trams, association Amitram, 1971 (1re éd. 1971), 383 p.